# 南俊夫
南 俊夫（みなみ としお、1912年〈明治45年〉1月31日 - 没年不明）は、香川県綾歌郡出身の実業家、政治運動家。

## 人物・略歴
- 1912年　香川県綾歌郡綾上町（現・綾川町）で出生。
- 1929年　単身上京。酒屋の丁稚奉公を手始めに数多の職業を経験。苦学を重ね、早稲田大学に進学する。
- 1937年　同学政治経済学部卒業、中外製薬に就職、後に三共に転職。
- 復員数年後に独立し、東京都台東区上野において医薬品卸と旅館を営む。
- 上野広小路駅近くのサンワールドビル、黒川ビル（雑居ビル）内、後に田原町駅界隈に事務所を構え、上野ホテル旅館組合の理事長なども務めていた。
- 1959年　世界連邦運動に賛同。世界連邦建設同盟（現：世界連邦運動協会）とは無関係に、勝手に世界連邦を名乗って政治活動を始める。
- 『大日本独立青年党』の清水亘が、岸内閣の反共工作資金を得て立ち上げた『議会主義政治擁護国民同盟（議擁同）』に、有田正憲（国民政治連合）、小田俊与（人道主義政治連盟）、深作清次郎（反ソ決死隊）、杉本一夫、岸本力男（後の稲川会越路家一家三代目、全愛会議理事長）、福田進（防共挺身隊）、山陰探月、別城遺一らと加入。革新勢力への選挙妨害や減票工作を事とする議擁同の公認、或いは推薦で直接立候補する機会は無かったが、概ね清水と同一選挙・同一選挙区で共闘していた。
- 『世界連邦推進委員会書記長』『世界政府創設委員会書記長』『世界連邦推進全国協議会事務局長』『世界連邦創始者』『世界人類仲よし会代表』等と称し、国政選挙や東京都知事選挙に30余年挑戦。それらの総てで下位落選し、供託金を没収された。
- 1983年の第13回参議院議員通常選挙では、確認団体になった『日本国民政治連合』の公認候補に、杉本一夫と福田拓泉の仲介で応集。深作清次郎、石川八郎らと東京都選挙区から集団出馬している。
- 世界連邦推進、反戦・平和、核廃絶、軍拡反対、政界浄化、公明選挙、税制改革、福祉の充実、国民生活の安定等、穏健かつリベラルな政策を掲げていたものの、街宣右翼や総会屋に政治活動の面倒を見させるなど、清濁併せ呑む一面もあった。これは『日本世直し党』の重松九州男も同様であった。
- 選挙公報は終生自筆で綴られ、「丁稚の小僧を振出しに…」で始まる略歴に、若き日の苦労を忍ばせた。
- 憲法および公職選挙法の違反による選挙無効確認訴訟を度々起こしたものの、いずれも最高裁判所により棄却された[2][3]。
- 南が最後に出馬した選挙の翌1992年4月1日をもって、政治資金規正法第17条第2項（収支報告書の未提出）により、『世界連邦推進委員会』は政治活動のための寄附の支出または受領が認められなくなった[4]。

## 主な選挙歴
国政選挙
| 年     | 選挙                     | 選挙区        | 政党                           | 得票  | 得票率 | 順位  | 備考                       |
| ------ | ------------------------ | ------------- | ------------------------------ | ----- | ------ | ----- | -------------------------- |
| 1960年 | 第29回衆議院議員総選挙   | 旧東京都第1区 | 新体制促進同志会・生活愛護の会 | 173   | - %    | 21/22 |                            |
| 1963年 | 第30回衆議院議員総選挙   | 旧東京都第1区 | 無所属                         | 731   | - %    | 9/20  |                            |
| 1965年 | 第7回参議院議員通常選挙  | 東京都選挙区  | 世界連邦日本国民会議実行委員会 | 5,677 | - %    | 19/39 |                            |
| 1967年 | 第31回衆議院議員総選挙   | 旧東京都第8区 | 無所属                         | 480   | - %    | 9/9   |                            |
| 1968年 | 第8回参議院議員通常選挙  | 東京都選挙区  | 世界連邦日本政治連盟           | 2,542 | - %    | 20/24 |                            |
| 1972年 | 第33回衆議院議員総選挙   | 旧東京都第1区 | 世界連邦推進委員会             | 182   | - %    | 9/9   | 世界連邦推進委員会事務局長 |
| 1976年 | 第34回衆議院議員総選挙   | 旧東京都第1区 | 世界連邦推進委員会             | 190   | - %    | 9/9   | 世界連邦事業団専務理事     |
| 1980年 | 第12回参議院議員通常選挙 | 東京都選挙区  | 世界連邦推進委員会             | 9,723 | - %    | 10/11 |                            |
| 1983年 | 第13回参議院議員通常選挙 | 東京都選挙区  | 日本国民政治連合               | 1,172 | - %    | 28/34 |                            |
| 1986年 | 第38回衆議院議員総選挙   | 旧東京都第1区 | 世界連邦政府創設委員会         | 585   | - %    | 7/7   | 世界連邦事業団専務理事     |

首長選挙等
| 年     | 選挙           | 政党                   | 得票  | 得票率 | 順位  | 肩書 |
| ------ | -------------- | ---------------------- | ----- | ------ | ----- | ---- |
| 1971年 | 東京都知事選挙 | 世界連邦推進委員会     | 1,378 | - %    | 10/13 |      |
| 1975年 | 東京都知事選挙 | 世界連邦推進委員会     | 908   | - %    | 9/16  |      |
| 1979年 | 東京都知事選挙 | 世界連邦推進委員会     | 1,798 | - %    | 9/13  |      |
| 1983年 | 東京都知事選挙 | 世界連邦創設委員会     | 3,487 | - %    | 9/12  |      |
| 1987年 | 東京都知事選挙 | 世界連邦政府創設委員会 | 5,345 | - %    | 10/11 |      |
| 1991年 | 東京都知事選挙 | 世界連邦創設委員会     | 1,245 | - %    | 12/16 |      |

## 著書
- 南俊夫『岐路に立つ 世界連邦実現の近みち』世界連邦日本国民会議、1966年。